# Јејгер (Оклахома)
Јејгер (енгл. Yeager) град је у америчкој савезној држави Оклахома.

## Демографија
По попису из 2010. године број становника је 75, што је 8 (11,9%) становника више него 2000. године.
| Група             | 2000.      | 2010.      |
| Белци             | 37 (55,2%) | 42 (56,0%) |
| Афроамериканци    | 0 (0,0%)   | 0 (0,0%)   |
| Азијати           | 0 (0,0%)   | 0 (0,0%)   |
| Хиспаноамериканци | 1 (1,5%)   | 4 (5,3%)   |
| Укупно            | 67         | 75         |